# Slawu
Slawu is een bestuurslaag in het regentschap Jember van de provincie Oost-Java, Indonesië. Slawu telt 6174 inwoners (volkstelling 2010).